# Veleno (Mina)
Veleno è un album della cantante italiana Mina pubblicato il 25 ottobre 2002 dalla PDU e distribuito dalla Sony Music Italy.

## Descrizione
L'album di inediti del 2002, «vede Mina da una parte tesa a consolidare l'immagine di unica grande interprete della canzone melodica all'italiana e dall'altra protesa alla ricerca di collaborazioni di livello artistico più raffinato rispetto al passato prossimo, anche per proporsi ad un pubblico più attento alla canzone d'autore». In copertina «il volto della cantante truccato da Stefano Anselmo e fotografato da Mauro Balletti ricorda molto quella di Miss Italia di Patty Pravo (1978) in cui anche Pietro Pascuttini ricercava quella verve da "aliena inquietante" che sia la Strambelli sia la Mazzini sanno così bene interpretare con lo sguardo». Titolo e foto, al solito, non sono collegati al contenuto dell'album (ad esclusione della parola "veleno" cantata in Solo un attimo), composto da 11 brani inediti e una cover che hanno quasi tutti in comune il fatto che siano scritti da cantautori. Il primo della lista è Zucchero Fornaciari che, insieme a Vergnaghi e Saggese, firma il brano usato come battistrada radiofonico, Succhiando l'uva. Il brano «rappresenta in qualche modo la media del disco: arrangiamenti raffinati, adulti, eleganti e virtuosismi di un'ugola-anima, strumento sublime e capace di profondità spirituali come di levità ludiche e di sensualità spudorate», come nel caso del secondo brano dell'album, Certe cose si fanno, di Bruno Lauzi e Fasano, «un "classico" alla Mina da sigla di chiusura di Studio Uno con un finale di flicorno del jazzista ticinese Franco Ambrosetti» e la chitarra di Alex Britti. D'amore non scrivo più è «una scatola cinese in cui la canzone d'amore contiene l'incapacità di tollerare canzoni d'amore che fanno bruciare antiche ferite». Il pazzo, scritto da Giancarlo Bigazzi, è «blues iterativo, basato su due accordi (sol minore e do minore) e una delirante mistura di giochi di parole ("saprò farti da luce d'ambiente, da stufetta di felicità") che assassinano il pop tricolore dal suo interno, in stile Panella insomma». Poi si passa al capolavoro dell'album, un pezzo scritto da Daniele Silvestri, La seconda da sinistra, interpretato da Mina «in sottovoce, con la chitarra classica ad accompagnare la voce che nel testo tesse l'elogio della discrezione, della volontà di restare volutamente in secondo piano come scelta di vita contrapposta al mettersi in mostra ad ogni costo»: «il Veleno più dolce e irresistibile dell'album [in cui Mina] scodella un'interpretazione di compostissima classicità, sostenuta da un arrangiamento che sa di anni Quaranta». Che fatica (di Renato Zero e Maurizio Fabrizio), «uno dei pezzi più originali del disco, arrangiato con un secco tono R&B», «è l'elenco delle cose piacevoli e spiacevoli della vita, dalla dieta al sesso, dalla palestra alla mamma; un'esaltazione della pigrizia, un'ironica richiesta di scorciatoie per vivere». La settima traccia è l'unica cover dell'album, nonché unico duetto (anche se appena accennato). È Notturno delle tre, scritta da Ivano Fossati e inserita nel suo album Lindbergh - Lettere da sopra la pioggia e qui reincisa con la Tigre, tra bolero e bossanova su arrangiamento di Gianni Ferrio, in cui il «bandoneon respira con la camminata sensuale di un film corto». Il divertissement di Massimo Fedele Hai vinto tu, fra nonsense e calembour, lascia poi il passo a Samuele Bersani, «autore di un episodio criptico quanto profondo», In percentuale. Il brano «è la statistica poetica del panorama umano in cui viviamo, la cronaca minima del quotidiano trattata con eleganza pop jazz» che «sfrutta molto bene la capacità di Mina, molto cara anche al cantautore riminese, di saper mescolare climi musicali e salti di tonalità. Forse il brano più interessante dal punto di vista vocale». La melodica Solo un attimo, scritta da Giulia Fasolino (autrice di precedenti piccoli successi di Mina come Johnny e Grande amore), «suona molto alla Donatella Rettore e fa "...amami / sfiorami / come un cobra avvolgimi / tra le tue spire / e striscia sul mio seno / e sputa il tuo veleno / così potrò morire..."». Poi, Mente, «stimolante autopsia di un amore che non si vuole confessare morto che s'impossessa del Preludio n. 4 di Fryderyk Chopin». E «il sipario [che] cala su Ecco il domani dell'esordiente Andrea Paglianti, orecchiabile, sentimentale, Minapop».
«È un disco raffinato, con arrangiamenti molto diversificati rispetto a quanto accadeva in passato, che conferma in parte l'impressione del singolo [Succhiando l'uva] (molta voglia di giocare e sorprendere) e soprattutto il desiderio di tornare a cercare firme di qualità per riportarsi al centro, o meglio ai massimi livelli della cultura della canzone italiana».

Foto interna del cd "Veleno" di Mina

## Tracce
1. Succhiando l'uva – 4:09 (testo: Zucchero Fornaciari – musica: Matteo Saggese, Mino Vergnaghi)
2. Certe cose si fanno – 3:58 (testo: Gianfranco Fasano – musica: Bruno Lauzi)
3. D'amore non scrivo più – 3:59 (Mauro Santoro)
4. Il pazzo – 4:07 (Giancarlo Bigazzi)
5. La seconda da sinistra – 4:32 (Daniele Silvestri)
6. Che fatica – 4:35 (testo: Maurizio Fabrizio – musica: Renato Zero)
7. Notturno delle tre (feat. Ivano Fossati) – 4:23 (Ivano Fossati)
8. Hai vinto tu – 2:35 (Massimo Fedele)
9. In percentuale – 4:24 (Samuele Bersani)
10. Solo un attimo – 4:25 (Giulia Fasolino)
11. Mente – 4:15 (testo: Samuele Cerri – musica: Gianni Ferrio)
12. Ecco il domani – 3:31 (Andrea Paglianti)

## Versioni Tracce
- Succhiando l'uva:

versione in spagnolo '07 Uvas maduras, vedi Todavía

## Formazione
- Mina – voce
- Cesare Chiodo – basso
- Alfredo Golino – batteria
- Giorgio Cocilovo – chitarra classica
- Toti Panzanelli – chitarra acustica, chitarra elettrica
- Faso – basso
- Nicolò Fragile – tastiera, programmazione, organo Hammond
- Massimiliano Pani – tastiera, programmazione, fisarmonica
- Alex Britti – chitarra
- Antonio Faraò – pianoforte, programmazione, fisarmonica
- Bruno Zucchetti – tastiera, cori, programmazione, pianoforte
- Sandro Gibellini – chitarra
- Gogo Ghidelli – chitarra acustica, chitarra elettrica
- Massimo Moriconi – contrabbasso
- Shiho Ferrari – contrabbasso
- Umberto Ferrari – contrabbasso
- Monica Benda – viola
- Christa Bohny – viola
- Matthias Muller – viola
- Anthony Flint – violino
- Christina Andreae – violino
- Fabio Arnaboldi – violino
- Barbara Ciannamea – violino
- Duilio Galfetti – violino
- Chunhe Gao – violino
- Susanne Holme – violino
- Hans Liviabella – violino
- Klaidi Sahatci – violino
- Christina Tavazzi – violino
- Walter Zagato – violino
- Jennifer Flint, Johann Sebastian Paetsch, Taisuke Yamashita – violoncello
- Franco Ambrosetti – flicorno, tromba
- Federico Cicoria – oboe
- Gerges Alvarez – corno francese
- Giulia Fasolino – cori

## Classifiche

### Classifiche settimanali
| Classifica (2002) | Posizione massima |
| ----------------- | ----------------- |
| Italia            | 2                 |

### Classifiche di fine anno
| Classifica (2002) | Posizione |
| ----------------- | --------- |
| Italia            | 32        |